# Francesco Paolo Tosti
Sir Francesco Paolo Tosti (Ortona a Mare, provincie Chieti, 9 april 1846 – Rome, 2 december 1916) was een Italiaans componist, pianist, zanger en muziekpedagoog.

## Levensloop
Tosti studeerde vanaf 1858 aan het Conservatorio di San Pietro a Majella di Napoli in Napels onder andere compositie bij Giuseppe Saverio Mercadante. Verder studeerde hij viool, solozang en orkestdirectie en hij is in 1866 afgestudeerd.
Aansluitend was hij dirigent van kleine operatheaters in Ortona a Mare en in Ancona. Later werd hij zangleraar van de toenmalige prinses Margaretha van Savoye (1851-1926), die later Italiaanse Koningin werd.
In 1875 ging hij voor het eerst naar Londen en verbleef sinds 1880 helemaal in het Verenigd Koninkrijk. In 1894 werd hij tot professor aan de Royal Academy of Music in Londen beroepen. Als zangleraar van de koninklijke familie werd hij door Koningin Victoria van het Verenigd Koninkrijk in het Buckingham Palace gehaald en hij werd in 1908 geadeld. In 1912 kwam hij weer naar Italië terug. Hij was onder andere met de heldentenor Enrico Caruso bevriend.
Als componist van liederen was hij erg populair en heel bekend. Hij schreef rond 500 liederen met pianobegeleiding.

## Composities (selectie)

### Werken voor harmonieorkest
- Marechiare, voor trombone solo en harmonieorkest

### Vocale muziek
- 1873 Ti rapireï!, voor bariton en piano
- 1874 Non m'ama piu, voor bariton en piano
- 1875 La rinnovazione (dell'abbonamento al Fanfulla)
- 1875 Oh! Quanto Io T'Amerei!, voor bariton en piano
- 1875 Signorina... Letterina Amorosa, voor bariton en piano
- 1876 M'amasti mai?
- 1876 Non mi guradare!, voor bariton en piano
- 1876 Serenata d'un angelo, voor bariton en piano
- 1877 Chi tardi arriva - male alloggia!
- 1877 Dopo!, voor sopraan en piano
- 1877 Lontano dagli occhi..., voor bariton en piano
- 1877 Oblio! ..., voor tenor en piano
- 1877 Ride bene chi ride l'ultimo!, voor tenor en piano
- 1877 T'amo ancora!
- 1878 Amore! ...
- 1878-1911 Canzoni-stornelli (3)
  1. Vorrei morir (1878)
  2. L'ultima canzone (1905)[1]
  3. Luna d'estate (1911)
- 1878 Ricordati di me ...!, voor bariton en piano
- 1878 T'affretta, voor bariton en piano
- 1879 Forever and Forever, voor sopraan en piano
- 1880 Addio, voor sopraan en orkest
- 1880 Lungi
- 1880 Penso!, voor tenor en orkest
- 1880 Preghiera. Alla mente confusa
- 1880 Sull'alba
- 1880 Visione, voor sopraan en piano
- 1881 Ave Maria, voor sopraan en piano
- 1881 É morto Pulcinella! ...
- 1881 Nonna sorridi?...
- 1882 Patti chiari! ...
- 1882 Povera Mamma!
- 1882 Romanze 3, no 1, "Ideale", voor tenor en orkest[2]
- 1882 Romanze 3, no 3, "Aprile", voor bariton en orkest
- 1884 Romanze 2, no 2, "Non t'amo più!", voor tenor en orkest
- 1884 Ninon, voor tenor en piano
- 1885 Vorrei, allor che tu pallido e muto, voor tenor en orkest
- 1886-1907 Canzoni napoletane
  1. «'A vucchella», "Arietta di Posillipo" (1907)[3]
  2. A Marechiare (1886)
- 1886 Sogno, voor tenor en orkest
- 1887 Romanze 3, no 2, "Malia", voor bariton en orkest
- 1888 Beauty's eyes, voor zangstem en viool - tekst: Frederic E. Weatherly
- 1888 La serenata, voor tenor en orkest (ook voor sopraan en harp)
- 1889 Si tu le voulais, voor sopraan en orkest
- 1892 Per morire, voor sopraan en piano
- 1892 Pour un baiser, voor sopraan en piano
- 1893 My dreams, voor tenor en piano
- 1897 Ancora, voor bariton en orkest
- 1897 Senza l'amore, voor tenor en piano
- 1898 Chanson de l'adieu, voor tenor en orkest
- 1898 Speak!, voor tenor en piano
- 1899 Amour! Amour!, voor bariton en orkest
- 1902 La mia canzone, voor tenor en orkest
- 1906 Io ti sento, voor tenor en orkest
- 1906 Voi dormite, Signora, voor tenor en orkest
- 1907 L'alba separa dalla luce l'ombra, voor tenor en orkest
- 1908 Tristezza, voor bariton en orkest
- 1909 Chittarata abruzzese, voor tenor en orkest
- 1910 Il pescatore canta, voor tenor en orkest
- 1911 Piccoli Notturni 2, voor sopraan en piano
  1. Van li effluvi de le rose
  2. O falce di luna calante
- 1912 First Waltz, voor sopraan en piano
- 1912 Ninna nanna, voor sopraan en piano
- 1912 Tormento, voor tenor en orkest
- 1913 Non basta più!..., voor sopraan en piano
- Bid me goodbye, voor zangstem en piano - tekst: Frederic E. Weatherly
- Ed ecco il sogno, voor tenor en orkest
- Entra!, voor tenor en orkest
- Goodbye, voor sopraan en piano
- Io vi vorrei veder tutta baciata, voor tenor en orkest
- Lasciali dir!, voor tenor en orkest
- Lasciami! Lascia ch'io respiri, voor tenor en orkest
- L'ultimo bacio, voor bariton en orkest
- Mattinata, "Mary, tremando l'ultima stella", voor tenor en orkest
- Ridonami la calma, voor tenor en orkest
- Romanze da salotto
- Seconda mattinata, voor tenor en orkest
- Segreto, voor tenor en orkest

## Media
1. ↑  Canzoni-stornelli (2) "L'ultima canzone" door Delfo Menicucci (tenor), Achille Lampo (piano). Gearchiveerd op 24 september 2016.
2. ↑  Romanze 3, no 1, "Ideale" door Delfo Menicucci (tenor), Achille Lampo (piano). Gearchiveerd op 10 juli 2023.
3. ↑  Canzoni napoletane «'A vucchella» door Delfo Menicucci (tenor), Achille Lampo (piano). Gearchiveerd op 10 juli 2023.

- Bibsys: 1102269
- Biblioteca Nacional de España: XX5633127
- Bibliothèque nationale de France: cb13900518k (data)
- Catàleg d'autoritats de noms i títols de Catalunya: 981058609502906706
- CiNii: DA0628548X
- Gemeinsame Normdatei: 119246635
- International Standard Name Identifier: 0000 0001 1026 2045
- Library of Congress Control Number: n81048020
- Nationale Bibliotheek van Letland: 000044503
- MusicBrainz: 2f935fb1-f679-440f-b87f-0ac3cfbe8173
- Bibliotheek van het Japanse parlement: 00884652
- Nationale Bibliotheek van Tsjechië: xx0015369
- Nationale bibliotheek van Australië: 35425663
- Nationale Bibliotheek van Israël: 987007282833305171
- Nationale en Universitaire bibliotheek Zagreb: 000060325
- Nederlandse Thesaurus van Auteursnamen: 074928015
- Réseau des bibliothèques de Suisse occidentale: 02-A003906784
- Istituto Centrale per il Catalogo Unico: CFIV121294
- LIBRIS: 280923
- SNAC: w6834b91
- Système universitaire de documentation: 121934217
- Trove: 948232
- Virtual International Authority File: 46947921
- WorldCat: E39PBJvXhHYwxD6q87Qx3DY773